# Mountstuart Elphinstone Grant Duff
Sir Mountstuart Elphinstone Grant Duff (21 de fevereiro de 1829 - 12 de janeiro de 1906), conhecido como M. E. Grant Duff  antes de 1887 e como Sir Mountstuart Grant Duff posteriormente, foi um político, administrador e autor escocês. Duff ocupou o cargo de Sub-Secretário de Estado para a Índia entre 1868 e 1874, e Sub-Secretário de Estado para as Colônias entre 1880 e 1881; além de ser o  governador de Madras de 1881 a 1886.